# 榎伸彦
榎 伸彦（えのき のぶひこ、1968年12月2日 - ）は、新潟県出身の元騎手（地方・新潟→笠松所属）、現厩務員（大井所属）。

## 経歴
1986年に騎手免許を取得し、父の榎肇厩舎からデビュー。4月5日の三条第1競走サラ系4才ハ・ワイルドセサミー（7頭中7着）で初騎乗 を果たし、同24日の三条第1競走アラ系3才イ・ユキノエンペラーで初勝利 を挙げると、1年目の同年から39勝をマーク。その後も順調に勝ち鞍を伸ばし、父の死後は後を継いだ兄弟子の阿部充知厩舎の主戦騎手を務める。
1989年には道営・札幌で行われた第1回ブリーダーズゴールドカップにコクセイピューマで参戦し、10着に終わっている。　
1991年には田中勝春の実父の田中春美が所有するエンドレスランで水沢の北日本アラブ優駿に参戦し、トウコウリュウジン（上山）との一騎打ちを制して北日本ナンバーワンを獲得すると、1992年には新潟平成カップで地元勢に初の優勝をもたらす 。
渡辺正治・森川一二三・向山牧・酒井忍・山田信大と熾烈なリーディング争いを毎年繰り広げ、1992年に109勝を記録して1度だけリーディングジョッキーを獲得し、1993年には中央競馬騎手招待で安田隆行・山田泰誠・岸滋彦・西浦勝一を抑えて優勝している。
1990年・1991年には『韓日ジョッキーカップ』、1993年・1995年・1996年・1997年には『ニイガタジョッキーカップ』と韓国の騎手交流競走に6度出場し、県競馬が韓国騎手を招待して行われた『日韓チャレンジカップ』では1996年に優勝している。
1994年には中山で行われたヤングジョッキーズワールドチャンピオンシップに小牧太（兵庫）と共に地方代表として出場し、エドガー・プラード（アメリカ）、オリビエ・ペリエ（フランス）、ダリル・ホランド（イギリス）、横山典弘・松永幹夫・田中勝春・藤田伸二（中央）と腕を競った。中央初騎乗となった3月5日の第9競走オープニングカップ・スダフォコンは1番人気に支持され4着、翌6日の第10競走ファイナルカップではオースミナイトに騎乗して2着
となり、総合5位であった。10月にはリリーユウシュンで高崎の日本海チャンピオンシップを制した。
1996年にはNARグランプリベストフェアプレイ賞を受賞し、後に中央に移籍して重賞5勝のスノーエンデバーの主戦騎手となる。新潟時代に出走した全レースの手綱を取り、10月20日の新潟（中央）第9競走きんもくせい特別で10番人気ながら5着、11月17日の新潟（中央）第9競走福島3歳ステークスでは9番人気ながらエアガッツの3着に入るなど、意外な芝適性を引き出す。同年にはトライバルスピードでスターライフ・ラストヒットが金沢遠征 で回避した青山記念を制し、1997年にはアクティブステートを絶妙のイン強襲で新潟ダービー制覇に導く。
1999年は開幕初日の新潟卯月賞を快速牝馬ラスカルライデンで制すが、距離が延びた新潟アラブ優駿では卯月賞でクビ差下したストロングゲイルに7馬身差圧勝の逆転を許す。
2000年は新潟記念でエーブブレーンに騎乗し、一緒に抜け出した森川のトニービン産駒ミスズトニーオーに競り勝ち、1998年の最優秀3歳馬ハイテンションパルに3馬身付けて重賞初制覇に導き、2001年には結果的に最後となった新潟グランプリをトップハンデ58kgも何のそのの逃げ切りで快勝した。
2001年は第1回TeNY賞スーパージョッキーカップでエンジェルタスクに騎乗し、佐々木竹見（川崎）・的場文男（大井）・安藤勝己（笠松）を抑えて初代覇者となり、地元の意地を見せた  。10月14日の新潟（中央）第10競走飛翔特別で18頭中12番人気のリョウヤライアンに騎乗して勝利し、県競馬所属馬として初めて中央の芝のレースを勝った。新潟ジュニアカップ・ファヴォリートが自身最後の重賞勝利となったが、ファヴォリートは一般公募で命名された馬で、父ナリタタイシンにとって唯一の重賞制覇となった。
県競馬最後の日となった2002年1月4日は新潟第2競走3歳B1・フィデリティーで勝利するが、第3競走以降は雪で開催中止になったため、最後の勝利騎手となった 。　
廃止後は向山・長谷川太行と共に笠松へ移籍し、榎は伊藤強一厩舎に所属。2月10日の第6競走サラ系B8組・マルカデニーロで移籍後初勝利を挙げるが、2003年限りで現役を引退。
最終騎乗日となった2003年4月25日は3鞍に騎乗し、第2競走サラ系C6組・アイデアルサン、第10競走サラ系B6組特別・ワイエスゴールドで1日2勝を挙げたのが最後の勝利となった。
引退後は大井で厩務員を務め 、2022年11月30日には酒井の引退レース後に駆けつけた。

## 通算成績
- 地方 - 8864戦1274勝 勝率14.4% 連対率27.5%
- 中央 - 33戦1勝 勝率3.0%	連対率6.1%

### 主な騎乗馬
- バンダイムサシ（1989年新潟卯月賞）
- スピードペガサス（1989年新潟記念）
- エンドレスラン（1991年新潟卯月賞・銀蹄賞・新潟アラブ優駿・新潟アラブ大賞典・北日本アラブ優駿・砂山賞、1992年新潟平成カップ、1993年銀嶺賞）
- リリーユウシュン（1994年日本海チャンピオンシップ）
- ヤングスプリンター（1995年アラブ王冠）
- ウインドスイセイ（1995年銀嶺賞）
- シモキタヨシゼン（1996年新潟卯月賞）
- マジックガール（1996年若草賞・朱鷺大賞典）
- トライバルスピード（1996年青山記念）
- バンダイセンプウ（1997年新潟アラブ優駿）
- アクティブステート（1997年新潟ダービー）
- ニアークファントム（1998年青山記念）
- ラスカルライデン（1999年新潟卯月賞）
- エーブブレーン（2000年新潟記念、2001年新潟グランプリ）
- アービルシーザー（2001年豊栄記念）
- ファヴォリート（2001年新潟ジュニアカップ）

その他
- オーディン
- スノーエンデバー
- ロバリーハート